# Čertova skála (Svitavská pahorkatina)
Čertova skála (214 m n. m.) je osamocený křemencový suk v okrese Pardubice Pardubického kraje. Leží asi 1 km jihozápadně od vsi Lhota nebo 1 km západně od obce Škudly – místní části města Přelouč. Samotné skalisko leží na katastrálním území obce Spytovice. Samotné skalisko je v současné době zarostlé stromy a křovím.

## Geomorfologické zařazení
Geomorfologicky vrch náleží do celku Svitavská pahorkatina, podcelku Chrudimská tabule a okrsku Heřmanoměstecká tabule.